# 마티아스 알메이다
마티아스 알메이다(Matias Almeyda, 1973년 12월 21일 ~ )는 은퇴한 아르헨티나의 축구 선수이다. 포지션은 미드필더이다. 현재는 AEK 아테네의 감독이다.
1991년 리버 플레이트에 입단하면서 데뷔하였고, 이후 라치오, 파르마, 인테르나치오날레 등의 여러 클럽에 거쳐가면서 여러 리그에서 활약하였다. 1996년 국가대표팀에 발탁되어 1998년 FIFA 월드컵과 2002년 FIFA 월드컵에서 활동하였고, 2005년까지 국가대표팀에서 활동하였다.
2011년 현역에서 은퇴하였으며, 그 후 리버 플레이트의 감독으로 선임되었다.